# Fulvetta
A Fulvetta  a madarak osztályának verébalakúak (Passeriformes) rendjébe és az óvilági poszátafélék (Sylviidae) családjába  tartozó nem.
Besorolásuk vitatott, egyes rendszerezők szerint a timáliafélék családjába és az Alcippe nembe tartoznak.

## Rendszerezés
A nembe az alábbi 8 faj tartozik:
- Fulvetta vinipectus vagy Alcippe vinipectus
- Fulvetta ludlowi vagy Alcippe ludlowi
- Fulvetta manipurensis vagy Alcippe cinereiceps manipurensis
- Fulvetta cinereiceps vagy Alcippe cinereiceps
- Fulvetta formosana vagy Alcippe formosana
- Fulvetta striaticollis vagy Alcippe striaticollis
- Fulvetta ruficapilla vagy Alcippe ruficapilla
- Fulvetta danisi